# Il più bel regalo di Natale
Il più bel regalo di Natale este un album de colinde lansat de Al Bano în anul 2010. Conține piese de pe albumele Buon Natale - An italian Christmas with Al Bano Carrisi și Buon Natale 2008 plus două melodii noi: Stabat mater și La speranza.

## Track list
1. Bianco Natale  (Irving Berlin, Filibello)
2. Adeste fideles  (tradițional)
3. Caro Gesù  (Albano Carrisi, Romina Power)
4. Ave Maria  (Camille Saint-Saëns)
5. Salve Regina (Gregoriano)  (tradițional, Albano Carrisi, Fabrizio Berlincioni)
6. Il piccolo tamburino (The little drumemr boy)  (Katherine Kennicott Davis, Henry Onorati, Harry Simeone]]
7. Io ti cerco  (Albano Carrisi, Romina Power)
8. Tra cielo e terra  (Giuseppe Giacovazzo, Albano Carrisi, Alterisio Paoletti)
9. Stabat mater  (Zoltán Kodály)
10. Ti ringrazio  (Cesáreo Gabaráin)
11. Alleluia (Dal Messiah)  (Georg Friedrich Händel, Andris Solims)
12. Ave Maria  (Johann Sebastian Bach, Charles Gounod)
13. Panis angelicus  (César Franck)
14. Padre nostro  (tradițional)
15. Felice Natale (Happy X-Mas)  (John Lennon, Yoko Ono, Albano Carrisi, Romina Power)
16. La speranza  (Giuseppe Giacovazzo, Albano Carrisi, Alterisio Paoletti)